# Casa Cerdeña (San Bartolomé, Lanzarote)

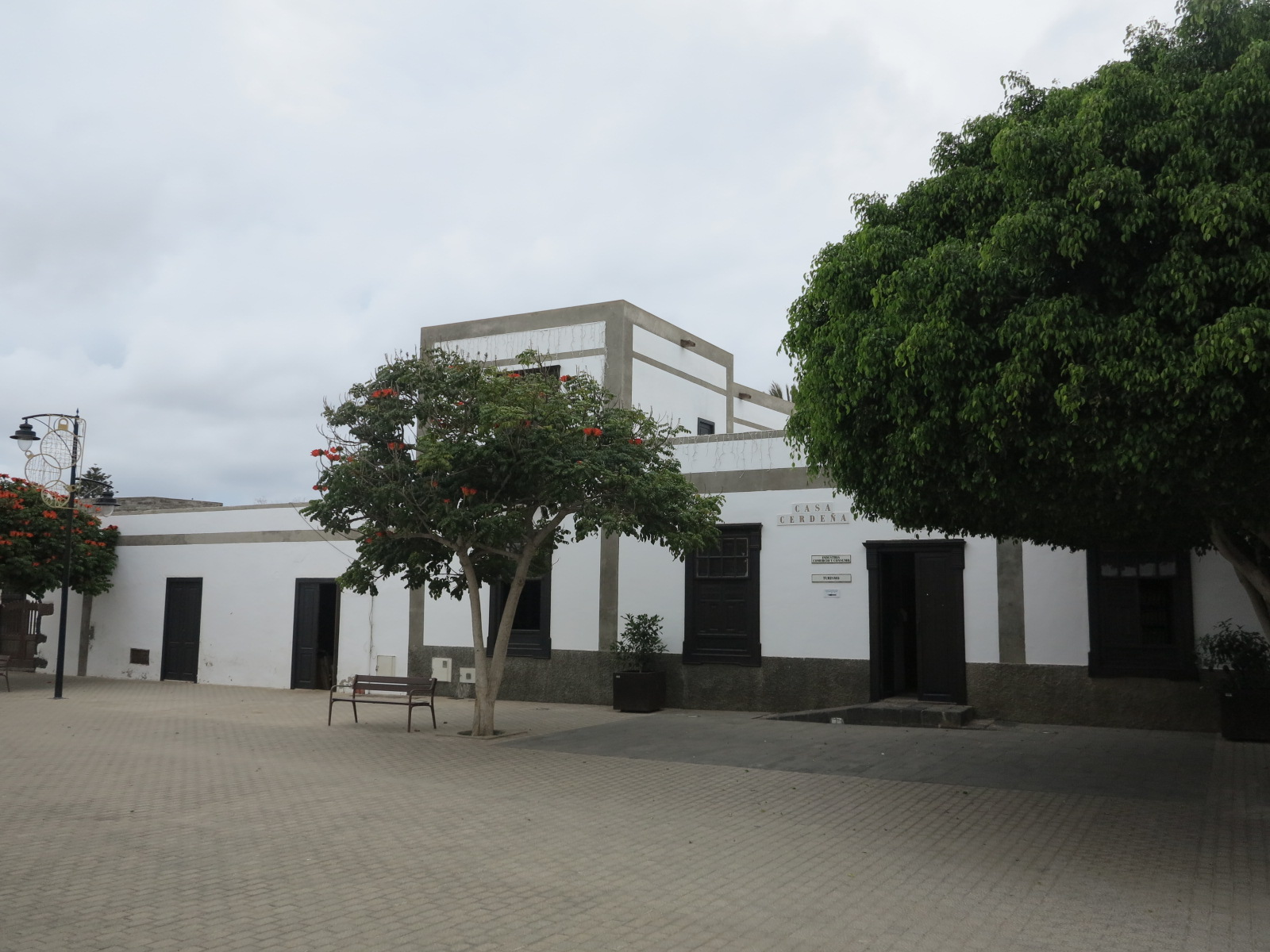
Casa Cerdeña en la actualidad.

La casa Cerdeña es un edificio histórico de San Bartolomé en Lanzarote. Es una edificación del siglo XIX construida por el comerciante Pedro Cerdeña Armas. En la actualidad es sede de parte del Ayuntamiento de San Bartolomé, además dispone de salas para reuniones y actividades culturales. La casa forma parte del Catálogo arquitectónico municipal.

## Historia
Los historiadores sitúan un inmueble de la familia Castro en esta ubicación en el siglo XVIII. A finales del siglo XIX Pedro Cerdeña Armas compra el inmueble y la parcela contigua para construir un edificio nuevo. Pedro Cerdeña era comerciante y construyó almacenes en el lado izquierdo de la edificación, un lagar y una bodega. Tenía una tienda en la que vendía todo tipo de alimentos pero que también funcionaba como banco ya que Don Pedro era prestamista. Además de comerciante fue político: diputado provincial y alcalde de San Bartolomé. En esa etapa en la que fue alcalde el ayuntamiento estaba en su casa ya que el ayuntamiento carecía de edificación propia. En la actualidad es propiedad del ayuntamiento y en ella tiene algunos departamentos municipales.

## Arquitectura
Es una casa de una línea larga de fachada, con grandes ventanales y puertas de madera al estilo canario tradicional. En la parte izquierda estaban los almacenes, la tienda, la bodega y el lagar. En la reforma se han conservado tanques originales de la bodega en la sala multiusos. Un pequeño patio exterior separan estas dependencias de la casa principal que está a la derecha, el original patio central en el que se comunicaban todas las habitaciones en la actualidad tiene un cierre parcial de madera y cristal. Tiene un sobrado o cuarto alto embellecido hacia la fachada con un balcón de hierro.      